# The Immortals (canção)
"The Immortals" é uma canção da banda norte-americana de rock Kings of Leon e é o terceiro single do álbum Come Around Sundown de 2010. O single foi lançado oficialmente em 21 de março de 2011. Um video para a canção foi lançado para promover o NCAA Men's Division I Basketball Tournament de 2011.

## Conceito
O líder do Kings of Leon, Caleb Followill, que escreveu a canção com os outros irmãos Followills, deu uma entrevista e falou sobre a canção: "Do meu jeito, eu queria que fosse algo que eu diria para meus filhos. O refrão realmente define isso. É assim: sair e ser quem você queira ser e no final do dia, antes de você ir, certifique-se que você é amado."

## Remix
Em 2011, a banda norueguesa Röyksopp fez um remix da canção.

## Faixas
| Download digital |                         |         |  |
| N.º              | Título                  | Duração |  |
| 1.               | "The Immortals"         | 3:30    |  |
| 2.               | "The Immortals" (Video) | 3:28    |  |

## Créditos
- Música por Kings of Leon
- Produçãos – Angelo Petraglia, Jacquire King
- Letra – Caleb Followill, Nathan Followill, Jared Followill, Matthew Followill
- Gravadora – RCA records

## Paradas musicais
| Paradas (2011)              | Melhor posição |
| --------------------------- | -------------- |
| Bélgica (Ultratip Flanders) | 22             |
| Bélgica (Ultratip Wallonia) | 37             |